# 8號巴士站站情
《8號巴士站站情》（英語：No.8 Bus）是香港亞洲電視一部鬧劇形式的輕喜劇，2004年於本港台播放，以巴士公司車長及站長的生活作為劇集主線，配以大家族的勾心鬥角，引發一系列輕鬆惹笑的劇情。《8號巴士站站情》也是曹達華的最後一部電視劇作品。

## 劇情
本劇打破香港電視劇當時以專業為劇集背景的風氣（如律師、醫生、機師），改以忠實善良的巴士公司車長及站長的基層市民作為劇中主角。除了反映香港基層市民心態之外，本劇亦向香港市民及珠江三角洲觀眾介紹巴士公司員工的日常生活。本劇以陳庭威飾演的九龍巴士8號線（尖沙咀碼頭至九龍地鐵站）巴士車長（俗稱「司機」）路平平為主軸，路平平遇上城中數一數二大集團的女少東蔣環珠（李婉華飾）後，引發路家與蔣家一連串恩怨糾葛、笑中有淚的故事。
本劇在播映時間收視率平平，但在香港公共交通迷界曾引起一陣熱潮。

## 特色
這套劇集的特色，是由載通國際（2005年前稱為九龍巴士控股有限公司）全力支持拍攝，並在劇中提供巴士及車廠供拍攝，包括1960年代的AEC Regent五型、21世紀的低地台巴士（丹尼士三叉戟三型）、單層巴士三菱FUSO MK117J型等等。而劇中更向市民介紹了不少巴士公司的術語，如：蛇車、字軌等。
劇中飾演巴士公司員工的演員，均穿上九巴車長的制服，而劇中飾演車長的陳庭威及田蕊妮，更被安排駕駛真實巴士及在九巴安排下考獲公共專營巴士的駕駛執照。
本劇曾在2005年底及2007年初兩度安排於本港台重播。第一次安排重播時，適逢世界貿易組織在香港召開會議，同時因應示威者在會議場地附近常有激烈示威發生，而需要中斷本劇播映、播放特別新聞；因此，本港台在播放特別新聞後，往往會轉用「八號巴士」的片頭。而本劇是曹達華最後一部電視劇作品，2007年1月10日曹達華去世後，本港台安排此劇於2007年1月17日早上起重播。

## 演員
- 陳庭威 飾 路平平
- 田蕊妮 飾 沈潔晶
- 饒佩君 飾 路安安
- 黃子雄 飾 鄭士邦
- 鮑起靜 飾 賈珠寶
- 戴　龍 飾 路　仁
- 曹達華 飾 蔣　權
- 謝雪心 飾 蔣鐺家
- 甄志強 飾 華　龍
- 李婉華 飾 蔣還珠
- 黃家諾 飾 宋英傑
- 張國強 飾 宋文廷(原稱宋賀禮)
- 潘冰嫦 飾 呂帶銀
- 譚倩紅 飾 羅春麗
- 梁　愛 飾 賽娥嵋
- 李　妮 飾 蔣懷玉
- 珈　潁 飾 袁紀香
- 丁子峻 飾 袁車民
- 陳保元 飾 宋有餘
- 樓茜妮 飾 錢歡顔
- 蘇　昶 飾 金田德
- 江　圖 飾 孟　丁
- 黃樹棠 飾 李　雪
- 白　標 飾 袁　朗
- 陳麗雲 飾 華　嬸
- 何婷恩 飾 Maggie
- 鄭恕峰 飾 祁　峰

## 外地播映
本劇曾在鳳凰衛視中文台以原劇名《八號巴士》播映。

## 外部連結
- 亞洲電視：8號巴士